# Cágado-mediterrânico
O cágado-mediterrânico (Mauremys leprosa) é um cágado da família Geoemydidae. Está presente na Península Ibérica e Sul de França, no Norte de África (Marrocos, Argélia e Tunísia).
Anteriormente, estava incluído na espécie Mauremys caspica.

## Em Portugal
Em Portugal distribui-se ampla e maioritariamente no interior do país e a sul do Tejo, sendo que no litoral, do Mondego para cima, é escasso e apresenta populações pontuais e dispersas.
É normalmente encontrado nas margens dos rios, geralmente locais de postura, onde pode colocar até 12 ovos num pequeno buraco.
A presença do cágado-da-Florida (Trachemys scripta) ameaça a continuidade deste cágado autóctone, uma vez que competem diretamente por espaço e recursos. Para além disso, as características morfológicas e fisiológicas como o facto de atingirem a maturação sexual muito mais cedo, uma maior taxa de fecundidade, a sua dieta mais generalista e de serem maiores e mais agressivos, facilitam a sua propagação e rápida predominância, sobrepondo-se às espécies autóctone, levando ao seu declínio e até mesmo desaparecimento.
Outras ameaças são o lagostim-vermelho-do-Louisiana que se alimentam dos seus juvenis e a artificialização das margens, obras de engenharia que afetam a hidromorfologia das linhas de água, sobre-exploração de recursos hídricos, poluição e descargas de poluentes, bem como a pressão turística sobre zonas húmidas.